# Juchitepec
Juchitepec é um município do estado do México, no México.